# Bertil Nyström (brottare)
Bertil Alexis "Totta" Nyström, född 22 maj 1935 i Gråmanstorp, Klippans kommun, är en svensk före detta brottare, som deltog i tre olympiska sommarspel 1960–1968. Han blev bronsmedaljör i grekisk-romersk stil 78 kg i Tokyo 1964.
Nyström tog silver i weltervikt vid världsmästerskapen 1961 och brons i samma klass 1963, samt blev nordisk mästare i mellanvikt vid nordiska mästerskapen 1966 i Lycksele.
Bertil Nyström representerade Klippans brottarklubb och vann sex SM-titlar i grekisk-romersk stil: weltervikt 1957, 1958, 1959 och 1964, samt mellanvikt 1961 och 1966, Däutöver vann han två SM-silver (weltervikt 1960 och mellanvikt 1962) och två SM-brons (1955 och 1967, båda i weltervikt).